# 에랄도 몬첼리오
에랄도 몬첼리오(이탈리아어: Eraldo Monzeglio eˈraldo monˈdzeʎʎo[*]; 1906년 6월 5일, 피에몬테 주 비냘레 몬페라토 ~ 피에몬테 주 토리노)는 이탈리아의 전 축구 선수이자 감독으로, 현역 시절 수비수로 측면 수비를 맡았다. 몬첼리오는 현역 시절에 성공적으로 활약했지만, 이후 이탈리아의 파시스트 독재자 베니토 무솔리니와 밀접한 관계를 맺어 논란이 되었다. 현역 시절, 그는 카살레, 볼로냐, 그리고 로마에서 활약하였는데, 이 중 볼로냐에서 세리에 A를 우승했고, 미트로파컵도 2번 들어올렸다. 국가대항전에서, 그는 이탈리아 국가대표팀에서 맹활약을 했는데, 1934년과 1938년에 두 차례 월드컵을 우승한 주역으로, 1934년 대회에는 대회의 선수단에 이름을 올렸다. 그는 중부 유럽 선수권 대회도 2번 우승했다. 그는 주세페 메아차와 조반니 페라리와 함께 2번의 월드컵을 제패한 3명밖에 되지 않는 이탈리아 선수이다. 현역 은퇴 후, 그는 코모, 프로 세스토, 나폴리, 삼프도리아, 그리고 유벤투스와 스위스의 키아소를 지휘했다. 그는 사후 명예로 2013년에 이탈리아 명예의 전당에 헌액되었다.

## 클럽 경력
몬첼리오는 피에몬테 주 알레산드리아 도 비냘레 몬페라토 출신이다.
그는 1924년부터 1943년까지 현역 시절 19년 동안 수비수로 활약하면서 카살레, 볼로냐, 그리고 로마에서 활약했다. 볼로냐 소속으로, 그는 1928-29 시즌 리그를 우승했고, 1932년과 1934년에 미트로파컵을 2번 우승했다.

## 국가대표팀 경력
국가대항전에서, 몬첼리오는 이탈리아 국가대표팀 경기에 35번 출전했는데, 1934년과 1938년에 월드컵을 2회 연속 제패했고, 이 중 1934년 대회에서 대회의 선수단에 이름을 올렸다. 그는 이탈리아 국가대표팀으로 2차례 중부 유럽 선수권 대회도 우승했다.

## 감독 경력
선수 시절에 성공적인 활약을 벌였지만, 제2차 세계 대전 후 몬첼리오는 정치적 관점과 이탈리아의 파시스트 지도자 베니토 무솔리니와의 밀접한 관계는 물론 무솔리니의 개인 감독으로 활동한 것에 대해 논란의 도마에 올랐다. 몬첼리오는 이후 감독이 되어 1941년부터 1973년까지 로마, 코모, 프로 세스토, 나폴리, 삼프도리아, 유벤투스, 그리고 레코 외에도 스위스의 키아소를 지도했다. 몬첼리오는 1981년 11월 3일, 향년 75세로 토리노에서 영면에 들었다. 2013년, 그는 이탈리아 축구 명예의 전당에 사후 명예로 헌액되었다.

## 수상

### 클럽
볼로냐
- 세리에 A: 1928–29
- 미트로파컵: 1932, 1934

### 국가대표팀
이탈리아
- 월드컵: 1934, 1938
- 중부 유럽 선수권 대회
  - 우승: 1927–30, 1933–35
  - 준우승: 1931-32

### 감독
나폴리
- 세리에 B: 1949–50

### 개인
- 월드컵 대회의 선수단: 1934[10]
- 황금 파종자상: 1959–60[3]
- 이탈리아 축구 명예의 전당: 2013 (사후 명예)[9]